# SV München-Laim
Der SV München-Laim ist ein Sportverein aus dem Münchener Stadtteil Laim. Er hat etwa 2500 Mitglieder und ist bekannt für seine historisch erfolgreiche Handballabteilung.

## Geschichte

### 1910–1919

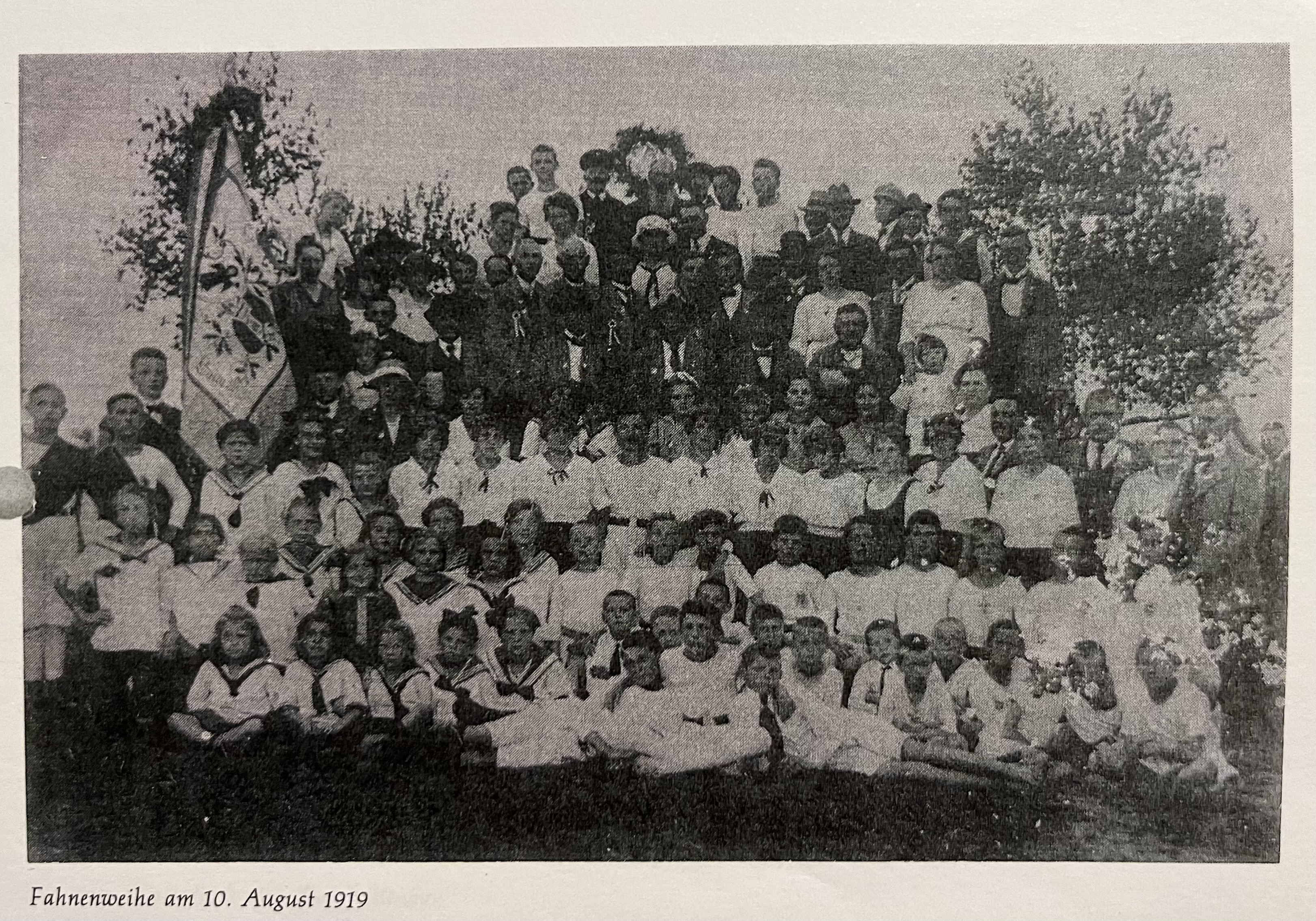

Am 10. September 1910 gründeten 30 Turner im Nebenzimmer der Gaststätte „Zum Eisenbahnerheim“ am heutigen Laimer Platz den Laimer Turnverein. Der Nebenraum des Eisenbahnerheims wurde die erste sportliche Heimstätte der Laimer, dort wurde zunächst geturnt. Turnbetrieb war jeden Dienstag und Freitag. Laim war bereits 1900 in das Stadtgebiet Münchens eingemeindet worden und war zu diesem Zeitpunkt eher dörflich geprägt. Im Februar 1912 wurde eine Sängerriege ins Leben gerufen und der Verein fand großen Zuspruch in der Laimer Bevölkerung. Am 4. März 1913 erfolgte die amtliche Eintragung in das Vereinsregister unter obigem Namen. Im August 1914 regte die damaligen Vereinsführung unter Michael Stark die Anschaffung einer Vereinsfahne an. Die eifrige Sammlung für die Fahne ergab schnell die nötigen 400 Mark. Durch den Ausbruch des Ersten Weltkriegs kam es zu einer verspäteten Fahnenweihe. Am 10. August 1919 war es dann aber endlich soweit und nach der kirchlichen Weihe zog sich ein Festzug durch die Straßen Laims zum Festplatz. 1919 wurde auch eine Damenriege im Turnen, eine „dramatische“ Abteilung und eine Wanderriege gegründet sowie eine Fußballabteilung der SpVgg Laim bis 1921 aufgenommen. Die Mitgliederzahl betrug zu diesem Zeitpunkt 285 Vereinsmitglieder. Vor allem gegen die Gründung der Damenriege regte sich Widerstand im Verein und der Vereinsvorstand hatte laut Protokollbuch alle Mühe „um gewissen Leuten, die an dem Damenturnen Anstoß genommen haben, ihre mittelalterlichen Ansichten durch entsprechende Aufklärung auszublasen.“ Bereits 1918 war der Verein so groß, dass der Nebenraum im Eisenbahnerheim zu klein wurde. Die Vereinsführung rief einen Fonds zur Errichtung einer Turnhalle ins Leben, welcher einen Grundstock iHv 37,57 Reichsmark durch eine eilig herbeigeführte Sammlung ergab.

### 1920–1930
1920 stellt die Stadt München dem Verein einen Platz an der heutigen Riegerhofstraße zur Verfügung. Der Sportplatz wird im August 1922 feierlich eingeweiht und Sportvereine aus Würzburg, Ansbach, Fürth, Lindau und Salzburg nehmen an der Festivität teil. 1922 wird auch eine Leichtathletikabteilung ins Leben gerufen, die ab 1924 „Riege für volkstümliches Turnen“ heißt. Im gleichen Jahr wird eine vereinsinterne Baukommission gegründet, die den Turnhallenbau vorantreiben soll. 1923 hat die Inflation das gesamte Vereinsvermögen und den bis dahin angewachsenen Grundstock für den Turnhallenbau aufgefressen. 1924 sorgt der ideologische Streit Turnen-Sport für einen Austritt aller Leichtathleten und erschüttert den Verein merklich. Die Mitgliederzahlen stagnieren. Immerhin kann 1926 ein kleiner Geräteschuppen am Turnplatz errichtet und eine Faustballabteilung gegründet werden. 1927 folgt die Gründung der Handballabteilung und die Krise des Vereins kann überwunden werden. Der Sportverein heißt zu dieser Zeit „Turn- und Sportverein München Laim von 1910“.

### 1930–1940

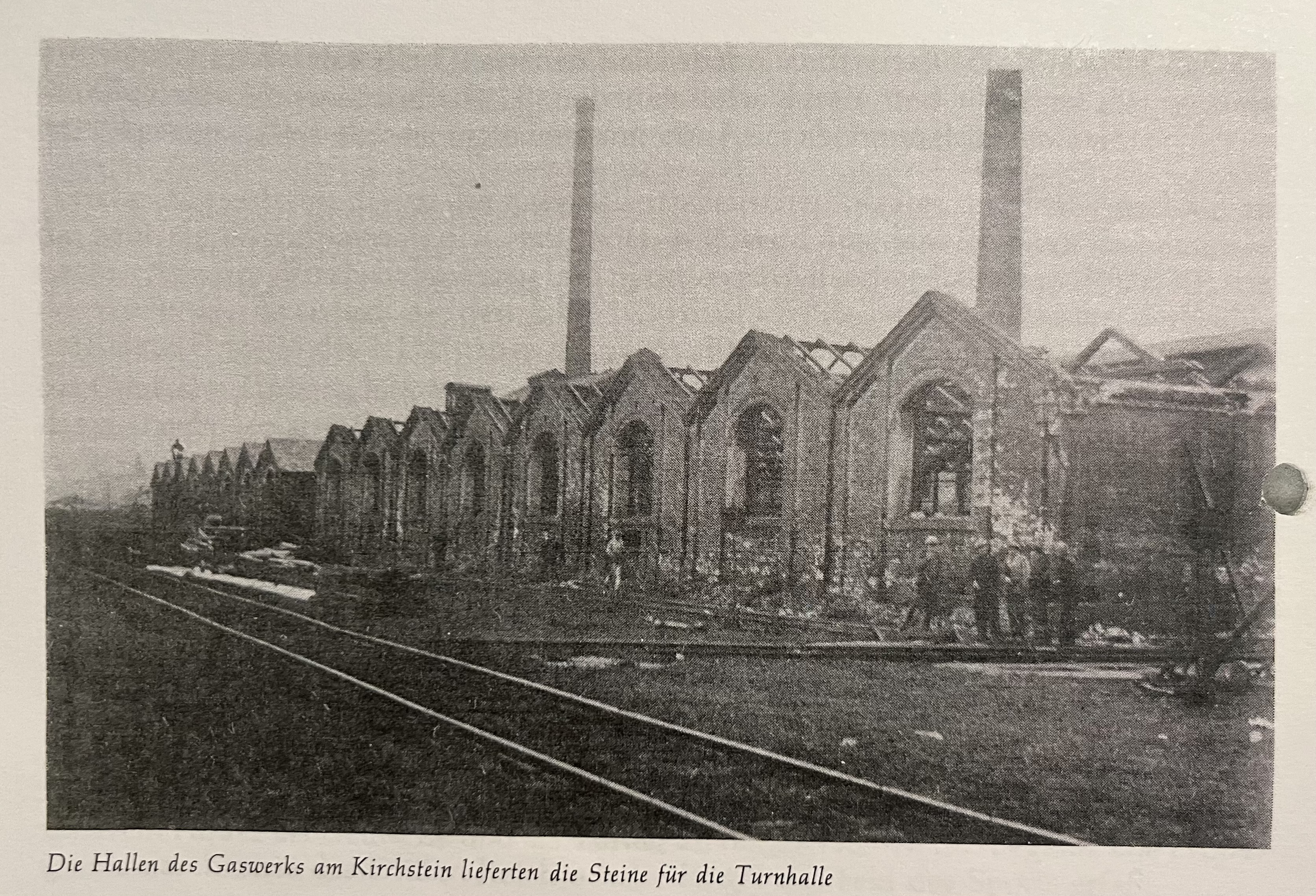

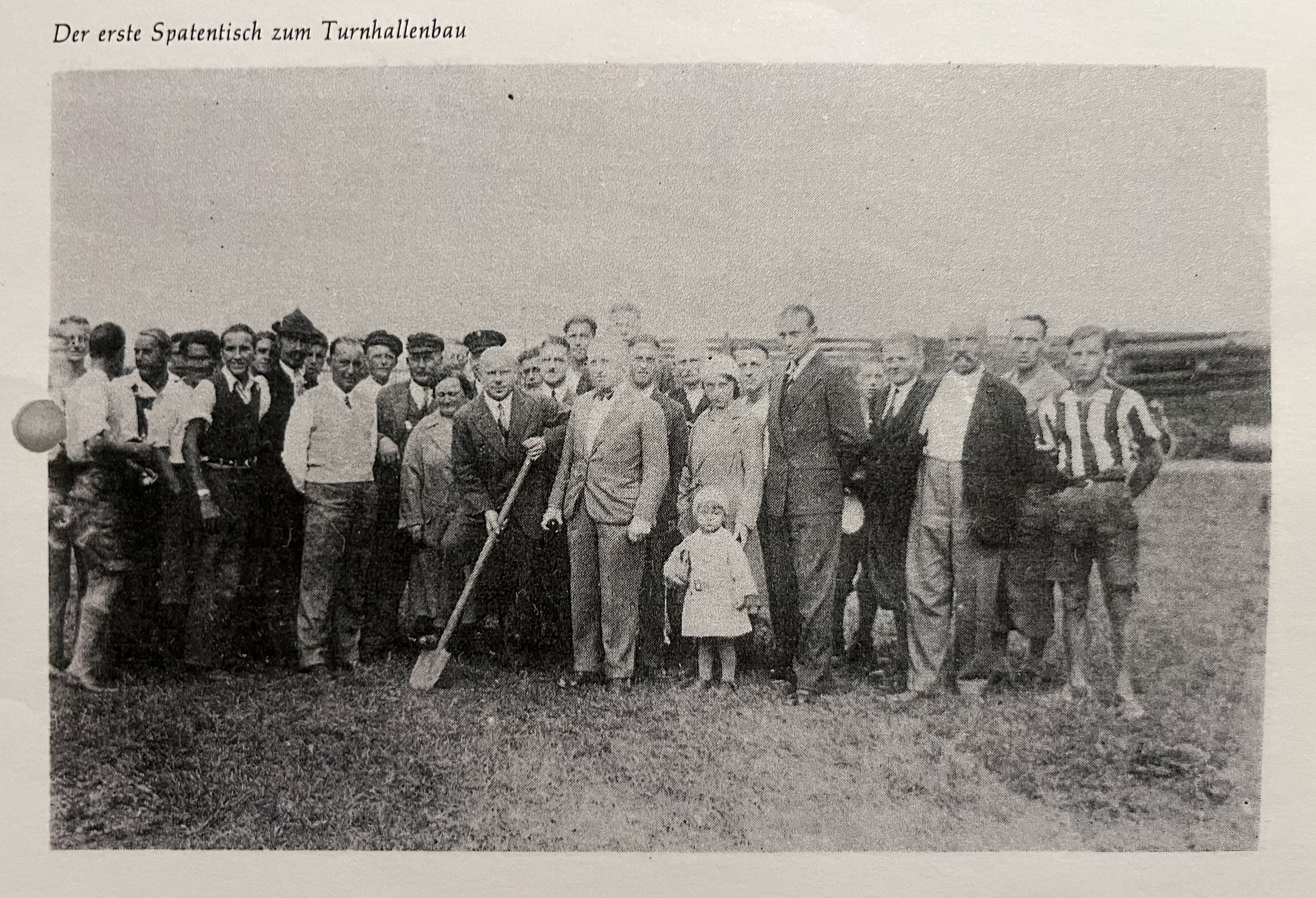

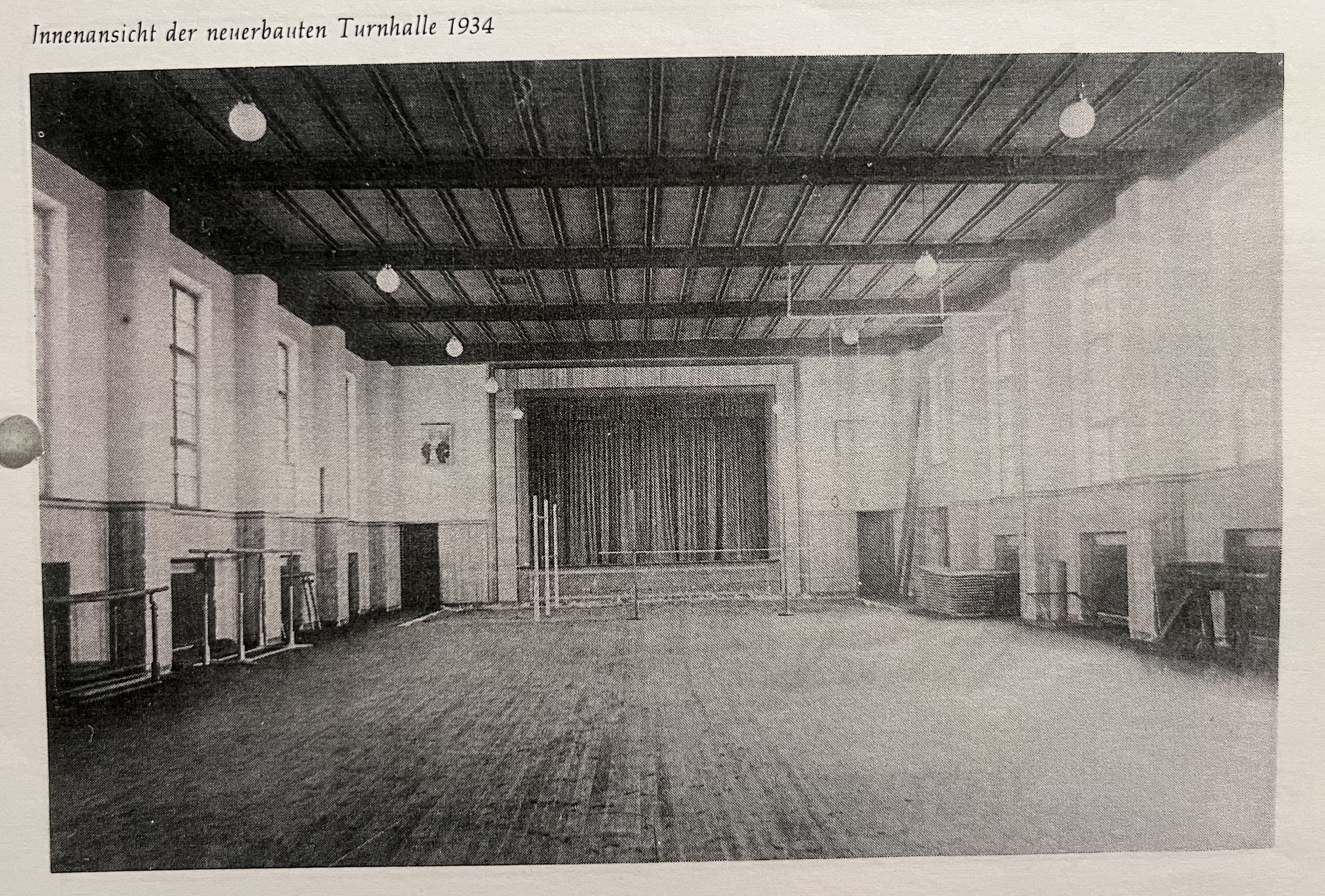

Nach zähen Verhandlungen mit dem Stadtamt für Leibesübungen stellt die Stadt 1931 dem Verein auf dem Gelände der heutigen evangelischen Paul-Gerhard-Kirche einen kleinen Sportplatz zur Verfügung. Ein möglicher Hallenneubau steht wieder ganz oben auf der Wunschliste und für dieses Vorhaben werden auch 3.000 Reichsmark gesammelt. Allerdings bringt die Bankenkrise des Jahres das kleine Vermögen in Gefahr. 1932 bietet sich die Gelegenheit zwei Industriehallen auf dem Gelände des alten Gaswerks am Kirchstein zum Abbruch zu erwerben. Der Abbruch der ersten Halle erfolgt ausschließlich durch arbeitslose Mitglieder des Vereins, der Abbruch der zweiten und der Abtransport des Materials erfolgte durch den Jugenddienst der Münchener Nothilfe. So können im ganzen 120.000 Ziegelsteine, 180 m³ Holz, einige Wagen Eisen und andere Baustoffe von Moosach auf den Platz nach Laim gebracht werden. Die Baupläne werden von Vereinsmitglied und Architekt August Zemsch übernommen. Am 6. August 1932 beschließt die Mitgliederversammlung den Baubeginn und der erste Spatenstich erfolgt bereits im September. Am 9. April 1933 findet die Hebweihfeier statt, bei der auch Vertreter der Behörden und des Bayerischen Turnerbundes anwesend sind. Die feierliche Halleneröffnung folgt am 1. Juli 1934. Die neue Sporthalle ist 41,5 m lang, 15 m breit, massiv gemauert und ganz unterkellert. Im EG befindet sich die Turnhalle, die mit Weichboden eine Fläche von 342 m² aufweist. Die Bühne ist 14,1 m × 5,5 m groß. Das EG birgt ferner ein Geschäftszimmer, einen Kneipraum mit Schenke und die Abortanlagen. Im ersten Stock des Wirtschaftsgebäudes ist die Wohnung des Wärters und ein kleiner Saal von 63 m² Größe. im Keller befindet sich ein großer Ankleideraum, ein Geräteraum, eine Schieß- und Kegelbahn, die Wirtschaftsküche, Heiz- und Wirtschaftskeller sowie ein Bad. Alle Räume sind an eine Niederdruckdampfheizung angeschlossen. 1934 wird ebenfalls eine Berg- und Skisportabteilung gegründet und es erfolgt am 18. Januar 1934 eine weitere Namensänderung in „Reichsbahn Turn- und Sportverein München Laim von 1910 e. V.“ Ein Großteil der Vereinsmitglieder waren zu diesem Zeitpunkt Bahnbedienstete. 1938 erfolgt dann der Zusammenschluss der fünf Münchener Reichsbahn Sportvereine zu einem rechtlichen Konstrukt. 1935 und 1939 sind auch sportliche Erfolge zu verzeichnen: 1935 wird erfolgreich an der Münchener Jugendmannschaftsmeisterschaft im Turnen teilgenommen und 1939 ist ein Spiel bei der deutschen Feldhandballmeisterschaft gegen Leipzig erwähnt. 1940 wird der Sportbetrieb durch den Zweiten Weltkrieg eingestellt.

### 1940–1950
Der Neubeginn nach dem Krieg wird durch den November 1945 markiert. Der Bayerische Landessportverband, BLSV, verbietet Behörden- und Firmensportvereine und es kommt abermals zu einer Namensänderung. Der Verein heißt jetzt „Turn- und Sportverein München Laim von 1910“. Zu Beginn des Jahres 1946 werden die Mitglieder des FC Laim aufgenommen und es wird eine Fußballabteilung gegründet. 1947 kann auch endlich die Turnhalle wieder in Betrieb genommen werden, die bis dahin von der Reichsbahnkleiderkasse genutzt wurde. Eine der großen Abteilungen dieser Zeit sind die Boxer mit über 40 Vereinsmitgliedern. Der Boxer Rembold holt sogar den oberbayerischen Titel und wird südbayerischer Vizemeister. Im November 1947 wird eine Tischtennisabteilung gegründet. In der Zeit von 1945 bis 1948 wächst der Verein von 151 auf 855 Vereinsmitglieder an. Leider sorgen Streitigkeiten auf der Mitgliederversammlung im Jahre 1948 für den Austritt der gesamten Boxabteilung. Das gesellschaftliche Leben wird durch den traditionellen Fasching in Laim wiederbelebt und es finden fünf Bälle statt. 1949 pachtet der Verein von der Stadt ein zweites Spielfeld.

### 1950–1960
1951 wird der Vereinsname wieder geändert. Auf Drängen der Bahn wird der Verein in „ESV München Laim von 1910 allgemeiner Turn- und Sportverein“ umbenannt. Der Sportbetrieb wächst enorm an und es werden weitere Erweiterungen auf dem Sportgelände ins Auge gefasst. 1953 kann der Vorstand auf der Mitgliederversammlung von dem guten Anlaufen der Kegelabteilung berichten. Das Aufheben des Verbots von Behörden- und Firmensportvereinen durch den BLSV sorgt für die Namensänderung in „Eisenbahn Sportverein München Laim von 1910 e. V.“ Kurz ESV Laim. 1954 erfolgt die Gründung einer Leichtathletikabteilung, die herausragende Erfolge erzielt. Elfriede Butz wird bayerische Meisterin im 100m Lauf und nimmt an den Europameisterschaften in Bern sowie an Länderkämpfen gegen Italien und die Schweiz teil. 1955 wird auch eine Skihütte in Bayrischzell für 12 Jahre gepachtet. 1960 wird ein drittes Spielfeld angelegt. Die Bundesbahn unterstützt den Verein großzügig bei der Errichtung und Instandhaltung der Sportstätten.

### 1960–1970
1965 wird der Anbau der Turnhalle und 1966 die Kleinfeldanlage fertiggestellt. Die Stadt München finanziert diese Anlage als Versuchsspielfeld, so dass der Verein die Kosten dafür nicht tragen muss. Die Skiabteilung verliert ihre Skihütte, da der Pachtvertrag nicht verlängert werden kann. 1967 werden weitere bauliche Veränderungen durchgeführt. Ende 1968 zählt der Verein erstmals über 1.000 Vereinsmitglieder bedingt durch Angliederungen zweier Betriebsgenossenschaften, der BSG Datenverarbeitung und der BSG Isartal.

### 1970–1980
1971 zählt der Verein 1.364 Vereinsmitglieder und es wird eine Aufnahmesperre für Kinder beschlossen. Es fehlen Übungsleiter und es mangelt an Raumkapazitäten. 1972 baut die Stadt an der Gotthardstraße ein Rasenspielfeld. Im Gegenzug muss der Verein die Fläche an der Ecke Valpichlerstraße/Von-der-Pfordten-Straße hergeben. Dieser wird zur Freizeit- und Spielfläche. 1973 werden die Gemeinschaftsräume saniert und 1976 errichtet der Verein eine Beleuchtungsanlage für das Rasenspielfeld, welche die Stadt im Folgenden übernimmt.

### 1980–1985

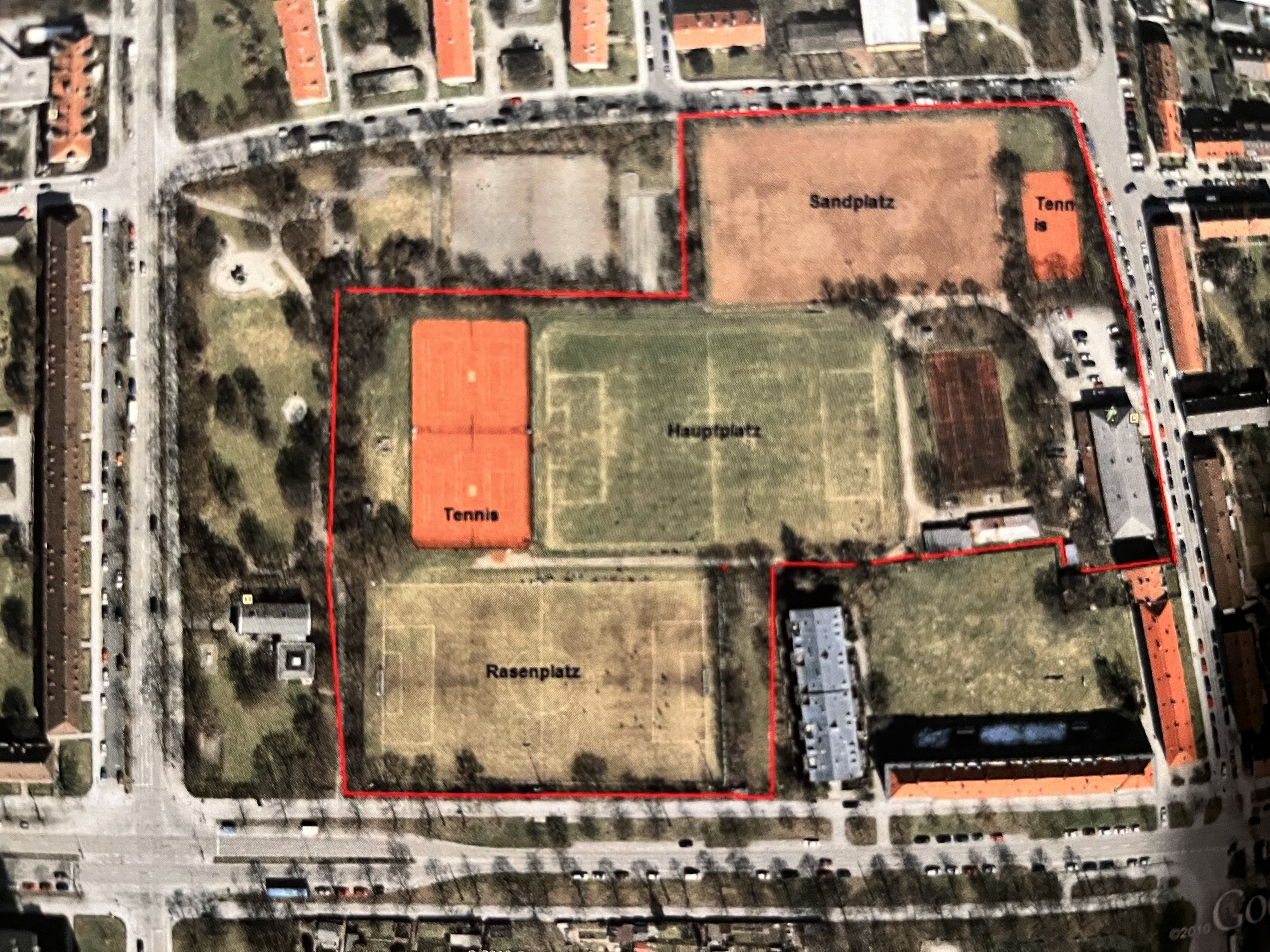

Die Mitgliederversammlung beschließt 1980 den Bau eines Tennisplatzes. 1981 errichtet die Stadt einen weiteren Fußballplatz an der Valpichlerstraße wohl mit dem Ziel eine Bezirkssportanlage zu entwickeln. 1982 werden die Außenanlagen mit der SpVgg Laim geteilt. Der Verein zählte 1985 1.600 Mitglieder.

### 2000–2008

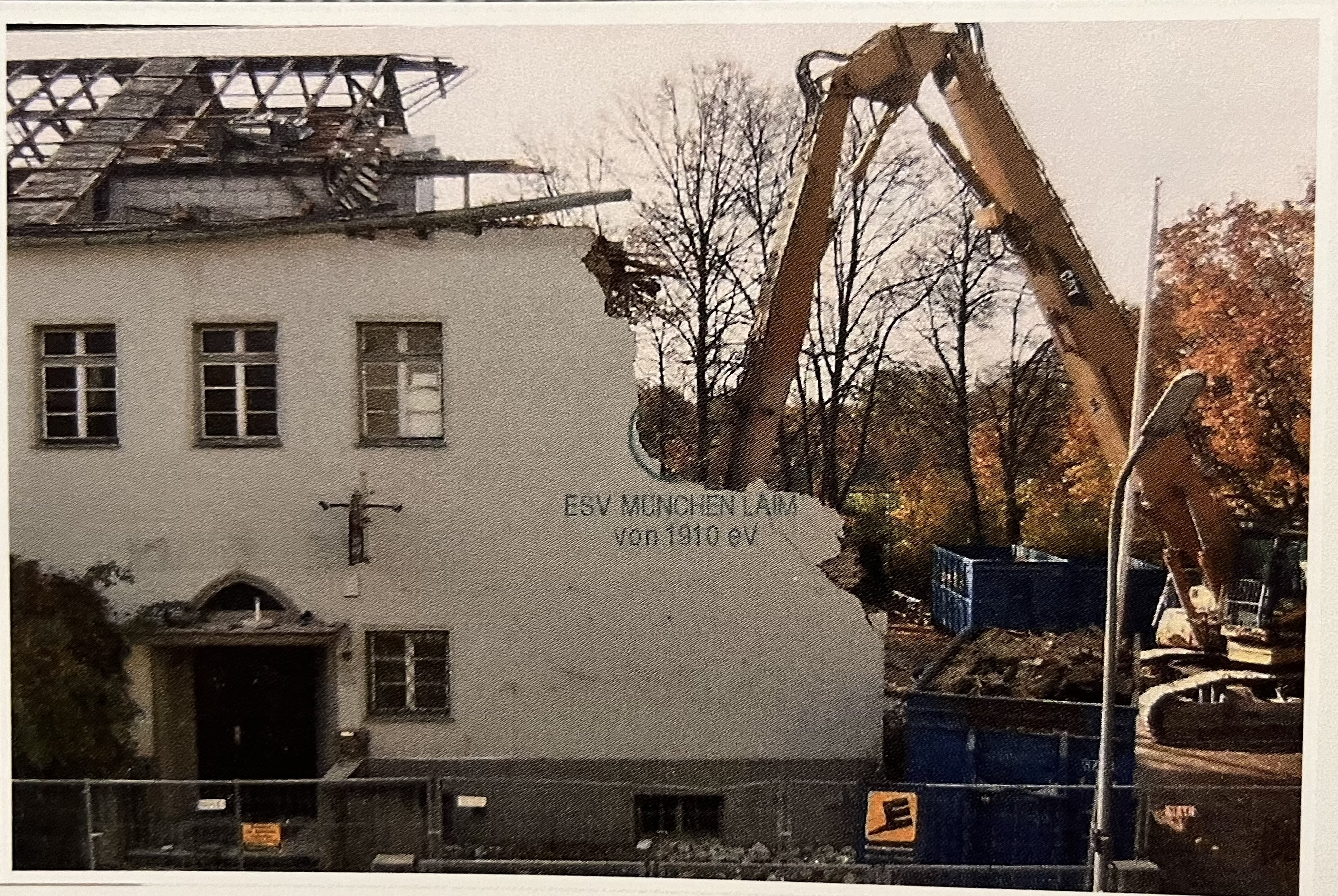

Im November 2008 erfolgt der Abriss der alten ESV Sporthalle.

### 2008 bis heute

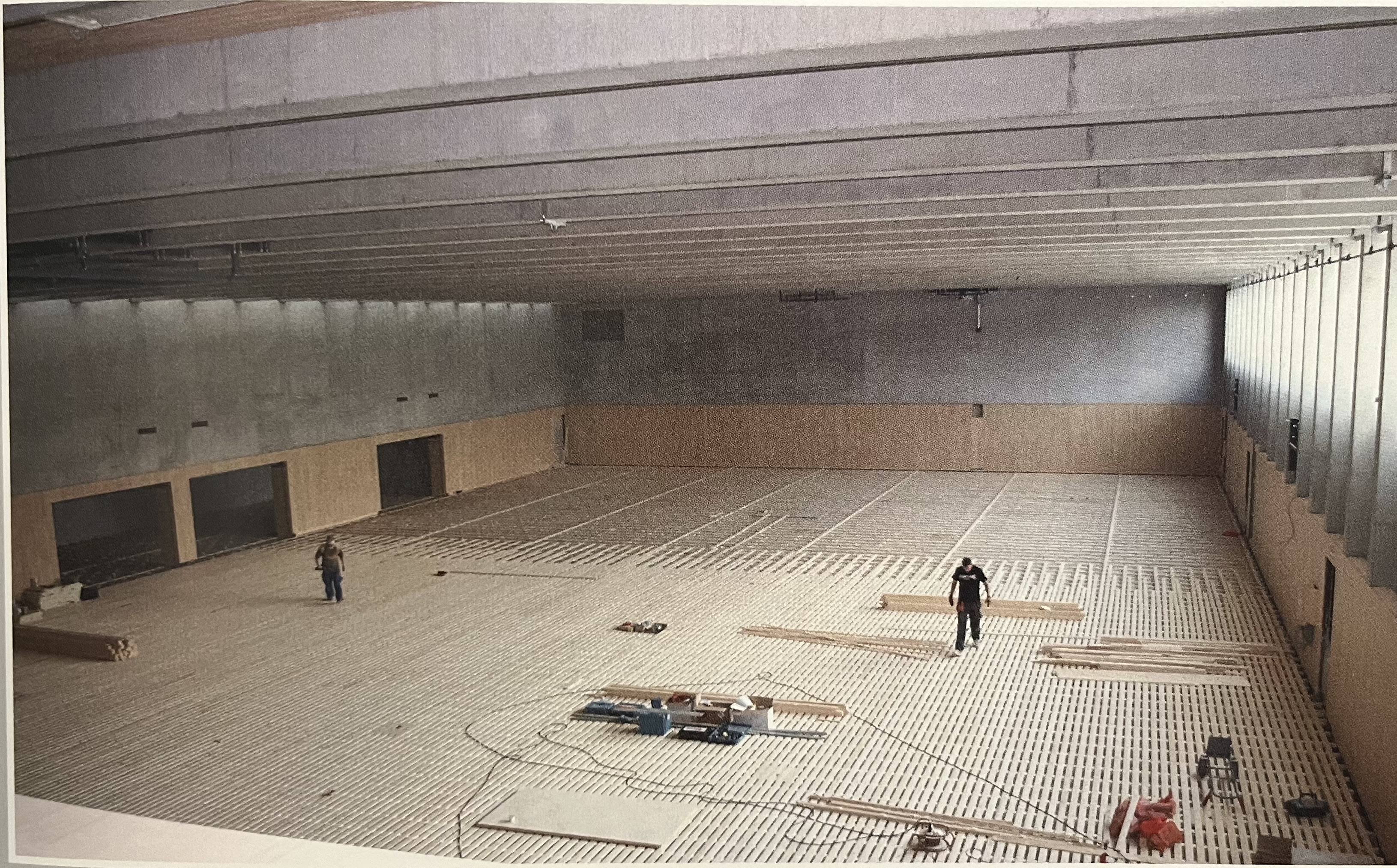

Im Juli 2010 feiert der SV Laim als Rechtsnachfolger der Sportvereine sein 100-jähriges Bestehen. Am 1. Oktober 2010 wird die neue 3-fach Sporthalle eingeweiht. Vereinsvorstand Gerhard Meier und Ingo Resch von Seiten der Lukas-Schule sind die Motoren des Projekts. Im Zuge der Hallenplanung und des Baus entsteht der heutige SV München-Laim aus einer Verschmelzung des ESV München-Laim von 1910 und dem SC München-Laim von 1963. Der Verein ist ein moderner Breitensportverein und bietet Sportarten wie Turnen, Handball, Fußball, Basketball, Volleyball, Aikido, Badminton, Karate, Schach, Fitness, Tanzen, Wandern und Tennis an. Möglich ist die rasante Entwicklung aufgrund der Kooperation zwischen Verein und der privaten Lukas-Schule, welche zeitgleich mittels Erbpacht auf dem städtischen Grundstück ihr Schulgebäude errichten kann. Die 3-fach Sporthalle kann im Wechsel zwischen Sportunterricht und Vereinsbetrieb genutzt werden. Ein neuer Kunstrasenplatz kann im April 2014 eröffnet werden. 2015 schafft der Verein eine erste hauptamtliche Stelle mit einer Geschäftsführerposition. Im Juli 2017 wird dem SV Laim stellvertretend aufgrund seiner über 100-jährigen Tradition und Förderung des ehrenamtlichen Engagements die Sportplakette des Bundespräsidenten durch den bayerischen Sportminister Joachim Herrmann verliehen.

## Handball
Die Handballabteilung des ESV München-Laim konnte 1977 mit der Teilnahme am DHB-Pokal und der Teilnahme an der Süddeutschen Meisterschaft 1964 die größten Erfolge feiern. Beim SV München-Laim ist es die Damenmannschaft, die mit dem Aufstieg in die Handball-Bayernliga ihre bisher beste Ligenplatzierung erreichte. Die Handballer des SV Laim nehmen aktuell mit vier Herren-, vier Damen- und neunzehn Nachwuchsmannschaften am Spielbetrieb des Bayerischen Handballverbandes (BHV) teil und sind damit in der laufenden Saison einer der größten Handballvereine in Bayern gemessen an den aktiven Sportlern. Tradition, Moderne, Zusammenhalt und gesellschaftliche Verantwortung werden groß geschrieben. Das erste Damenteam spielt derzeit in der viertklassigen Handball-Bayernliga Staffel Süd und die erste Herrenmannschaft in der oberbayerischen Bezirksoberliga.

### Erfolge
| ESV Laim Männer - DHB-Pokal Hauptrundenteilnehmer 1977 - Süddeutsche Meisterschaft 3. Platz 1964 - Bayerischer Meister (2. Liga) 1963/64 - Bayerischer Vizemeister (2. Liga) 1964/65 - Aufstieg in die Bayernliga (2. Liga) 1960/61 - Südbayerischer Verbandsligameister (3. Liga) 1960/61 | SV Laim Frauen - Aufstieg in die Bayernliga 2019/20 - Südbayer. Landesliga-Vizemeister 2018/19, 2019/20 - Aufstieg in die Bayerische-Landesliga 2013/14 - Oberbayerischer Meister 2013/14 |  |

### Spielstätten
Der SV München-Laim trägt seine Heimspiele in der
- 3-fach Sporthalle, Riegerhofstr. 20, München
- 3-fach Schulsporthalle, Schrobenhausener Str. 15, München

aus.